# II. třída okresu Karviná
II. třída okresu Karviná (okresní přebor II. třídy) patří společně s ostatními druhými třídami mezi osmé nejvyšší fotbalové soutěže v Česku. Je řízena Okresním fotbalovým svazem Karviná. 
Hraje se každý rok od léta do jara se zimní přestávkou. Účastní se ji 12 týmů z okresu Karviná, každý s každým hraje jednou na domácím hřišti a jednou na hřišti soupeře. Celkem se tedy hraje 26 kol. Vítězem se stává tým s nejvyšším počtem bodů v tabulce a postupuje do I. B třídy Moravskoslezského kraje – skupiny D.

## Vítězové
| Ročník     | Vítězný tým |
| ---------- | --- |
| 1960/1961  | TJ Baník Důl Václav Rychvald |
| 1961/1962  | TJ Baník ČSA Karviná |
| 1962/1963  | TJ Baník DPG Horní Suchá |
| 1963/1964  | TJ Železárny Karviná |
| 1964/1965  | TJ Sokol Dolní Lutyně |
| 1965/1966  | TJ Tatran Havířov |
| 1966/1967  | TJ Baník DPG Suchá |
| 1967/1968  | TJ Tatran Skřečoň |
| 1968/1969  | TJ Baník 1. máj Karviná „B“ |
| 1969/1970  | TJ Narex Havířov |
| 1970/1971  | TJ Baník Dukla Havířov „B“ |
| 1971/1972  | TJ Slovan VOKD Darkov |
| 1972/1973  | TJ ŽD Bohumín „C“ |
| 1973/1974  | TJ Baník Důl Doubrava Orlová „B“ |
| 1974/1975  | TJ Baník DPG Horní Suchá „B“ |
| 1975/1976  | TJ Lokomotiva Petrovice |
| 1976/1977  | TJ Slovan Dětmarovice |
| 1977/1978  | TJ Baník DPG Horní Suchá „B“ |
| 1978/1979  | TJ Internacionál Petrovice |
| 1979/1980  | postup: 1. TJ Slovan Záblatí a 2. TJ AZ Havířov |
| 1980/1981  | TJ Slavoj Český Těšín |
| 1981/1982  | TJ Baník 1. máj Karviná „B“ |
| 1982/1983  | TJ Baník 9. květen Albrechtice |
| 1983/1984  | TJ Baník DPG Horní Suchá „B“ |
| 1984/1985  | TJ Tatran Skřečoň |
| 1985/1986  | TJ Slovan Záblatí |
| 1986/1987  | TJ Baník 1. máj Karviná „B“ |
| 1987/1988  | TJ Důl ČSM Stonava |
| 1988/1989  | TJ Baník DPG Horní Suchá „B“ |
| 1989/1990  | postup: 1. TJ Spartak Kovona Karviná a 2. TJ Lokomotiva Petrovice                                                                                             |
| 1990/1991  | postup: 1. TJ AZ Havířov, 2. TJ Slovan Horní Žukov, 3. TJ Slovan Dětmarovice, 4. TJ Fučík Orlová, 5. TJ Baník Důl Doubrava Orlová „B“ a 6. TJ Sokol Věřňovice |
| 1991/1992  | TJ Sokol Dolní Lutyně |
| 1992/1993  | Baník OKD Doubrava |
| 1993/1994  | FK Baník ČSA Karviná „B“ |
| 1994/1995  | TJ Slovan Darkov |
| 1995/1996  | FK Slovan Havířov |
| 1996–2003  | ... |
| 2003/2004  | FK Havířov |
| 2004/2005  | FK Slovan Záblatí |
| 2005/2006  | FC Horní Bludovice |
| 2006/2007  | SK Slavoj Petřvald |
| 2007/2008  | TJ Internacionál Petrovice |
| 2008/2009  | MFK Karviná „B“ |
| 2009/2010  | FK Těrlicko |
| 2010/2011  | Baník OKD Doubrava |
| 2011/2012  | FK Gascontrol Havířov |
| 2012/2013  | TJ Internacionál Petrovice |
| 2013/2014  | Slovan Horní Žukov |
| 2014/2015  | TJ Lokomotiva Petrovice „B“ |
| 2015/2016  | TJ HEPO Petřvald |
| 2016/2017  | Baník OKD Doubrava |
| 2017/2018  | FK Slovan Záblatí |
| 2018/2019  | TJ Petřvald |
| 2019/2020# | TJ Baník Fučík Orlová |
| 2020/2021# | FK Těrlicko |
| 2021/2022  | TJ Baník Fučík Orlová |
| 2022/2023  | FK Těrlicko 2022 |
| 2023/2024  | SK Dětmarovice |
| 2024/2025  | TJ Slovan Havířov |
| 2025/2026  | |